# Nik Henigman
Nik Heningman (Liubliana, 4 de diciembre de 1995) es un jugador de balonmano esloveno que juega de lateral izquierdo en el C' Chartres MHB. Es internacional con la selección de balonmano de Eslovenia.
Con la selección ganó la medalla de bronce en el Campeonato Mundial de Balonmano Masculino de 2017.

## Palmarés

### Selección nacional
| Campeonato Mundial | Campeonato Mundial | Campeonato Mundial | Campeonato Mundial |
| Año                | Lugar              | Medalla            |                    |
| ------------------ | ------------------ | ------------------ | ------------------ |
| 2017               | Francia            | Medalla de bronce  |                    |

### Pick Szeged
- Copa de Hungría de balonmano (1): 2019
- Liga húngara de balonmano (2): 2021, 2022

## Clubes
- RD Ribnica ( -2018)
- SC Pick Szeged (2018-2022)
- Saint-Raphaël VHB (2022-2024)
- C' Chartres MHB (2024- )